# Пинкас, Собеслав
Собеслав Пинкас (настоящее имя и фамилия — Ипполит Пинкас, чеш. Soběslav Pinkas; 7 октября 1827, Прага — 30 декабря 1901, там же) — чешский художник, карикатурист, педагог.

## Биография
Сын юриста и политика.
Во время революции 1848—1849 под влиянием своего отца и брата, известного историка искусства А. Шпрингера, принял активное участие в радикальном движении, был сотником студенческого легиона. В это время, создал серию рисунков на политические темы и портреты знаменитых чешских деятелей (например Ф. Палацкого). После подавления революции с 1849 обучался в Пражской академии искусств под руководством Христиана Рубена, после двух лет по совету Йозефа Манеса отправился на учёбу в Академию художеств в Мюнхене.
Позже с 1854 стажировался в Париже во Франции.
В 1865 после смерти отца вернулся на родину. Творил в окрестностях Праги, открыл для себя чудесные виды Среднечешского края, особенно в окрестностях г. Сазава.
Постоянно жил в Праге, в течение 25 лет работал преподавателем рисунка, вёл курсы живописи в Высшей женской школе. Среди его знаменитых учеников — Зденка Браунерова.
Около 1885 построил дом в Сазаве. В этом доме в 1905 родился его внук Иржи Восковец, актёр, драматург и сценарист .
Умер в Праге. Похоронен на кладбище в Сазаве.

## Творчество

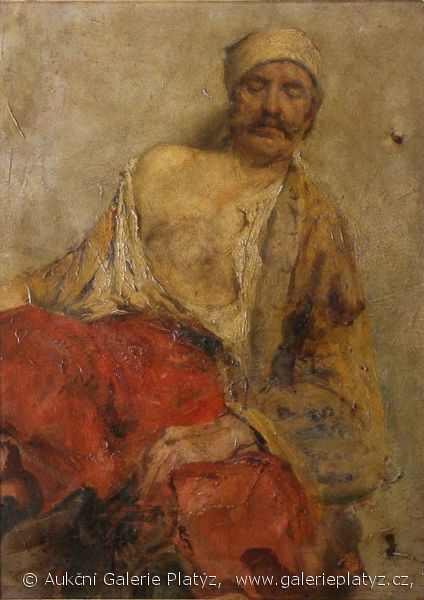
На отдыхе после боя

Во Франции под влиянием Жана-Франсуа Милле, выбирал для своих картин темы из жизни простых и обычных парижан. Его картины выставлялись в Парижском Салоне.
С 1869 в его творчестве наступил, так называемый, Пражский период.
В 1898 году был награждён орденом Почётного легиона.
Собеслав Пинкас, кроме пейзажной и жанровой живописи, творил в области политической карикатуры и декоративно-прикладного искусства (работы с фаянсом), он был ярым сторонником связи между искусством и ремеслами.

## Галерея

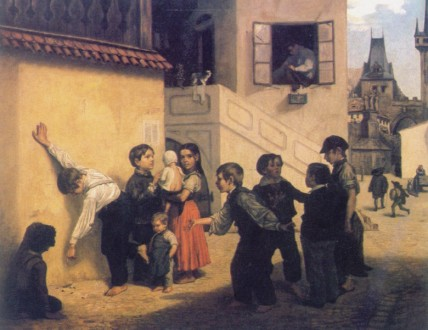
Играющие дети
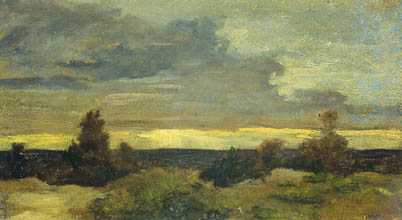
Пейзаж. Краина
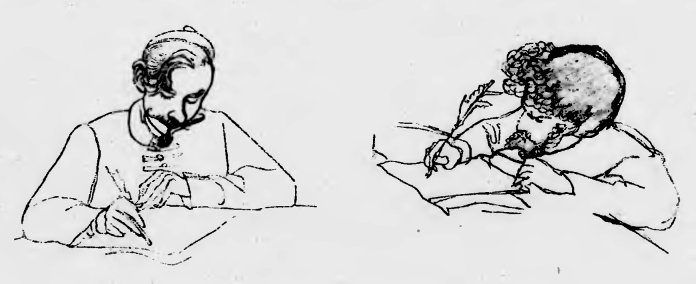
Карикатуры